# Édeslak
Édeslak (korábban Dulcsin, románul: Dulcele) falu Romániában, a Partiumban, Arad megyében.

## Fekvése
Borossebestől keletre, Décsétől északkeletre, Dézna és Zombrád közt fekvő település.

## Története
A falu a középkorban Zaránd vármegyéhez tartozott.
Nevét 1574-ben említette először oklevél Dulcsin néven. 1746-ban Dulcséle, 1808-ban Dulcsele, 1913-ban Édeslak néven írták.
1851-ben Fényes Elek írta a településről: „Arad vármegyében, Dezna filiája, bérczes, erdős vidéken, 5 katholikus, 283 óhitü lakossal, szentegyházzal.”
1910-ben 275 lakosából 272 fő román, 3 magyar volt. A népességből 272 görögkeleti ortodox volt.
A trianoni békeszerződés előtt Arad vármegye Borossebesi járásához tartozott.
A 2002-es népszámláláskor 100 lakosa közül mindenki román volt.